# Rally de Montecarlo de 2017
El Rally de Montecarlo de 2017, oficialmente 85ème Rallye Automobile Monte-Carlo, fue la 85.ª edición y la primera ronda de la temporada 2017 del Campeonato Mundial de Rally. Se celebró del 19 al 22 de enero y contó con un itinerario de diecisiete tramos (se disputaron quince por dos cancelaciones) sobre asfalto que sumaron un total de 355,9 km cronometrados. Es la primera ronda además de los campeonatos WRC 2, WRC 3, JWRC y la RGT.
Luego de cuatro días de competencia, el actual campeón del WRC, Sébastien Ogier fue quien se quedó con el triunfo. El francés empleo un total de 4:00:03.6 horas. Segundo fue el finés Latvala y tercero el estonio Tanak.

## Incidencias de la carrera

### Primer día
Durante la primera especial del rally, fallece un español tras las heridas ocasionadas en el accidente sufrido por el piloto neozelandés Hayden Paddon con su Hyundai al salirse en una curva.

### Segundo día
Mañana
Jari Matti Latvala tendría problemas para arrancar su coche antes del primer tramo de la jornada del viernes, solventando finalmente los problemas surgidos en su Toyota Yaris WRC
Sebastien Ogier se dejaría más de cuarenta segundos tras una salida de pista, ocasionada por unas placas de hielo, donde también se saldría Elfyn Evans, aunque perdiendo menos tiempo.
En el segundo tramo del día, Kris Meeke tendría un accidente que le dañaría la suspensión, ocasionando el abandono del rally, que hasta el momento, ocupaba la segunda posición con su Citroën C3 WRC.
Juno Hanninen, que ocupaba la tercera plaza en el tercer tramo del día, tras un golpe frontal contra un árbol con su Toyota Yaris WRC, también tendría que abandonar a causa de la suspensión delantera.
Tarde
Jari Matti Latvala tendría problemas, calando su vehículo, pero que solventaría con un buen ritmo.
En el último tramo del día, y en el mismo lugar que el accidente de Juno Hanninen, pilotos como Thierry Neuville, Dani Sordo o Jari-Matti Latvala perderían tiempo a causa del hielo en la horquilla.

### Tercer día
Kris Meeke que había vuelto a la pista, perdió 25 minutos por un problema de encendido en la SS9.
El belga Thierry Neuville a mitad de la última especial del día, sufrió un golpe que dañaría la suspensión trasera de su Hyundai i20 Coupe WRC y se vio obligado a parar, perdiendo el liderato y 32:57.4.
En el último enlace del día Kris Meeke, ha tenido un accidente con un aficionado. El Citroën C3 WRC tenía dañado el eje trasero y la suspensión derecha, por lo que finalizaba este rally a falta de 4 tramos para el final.

### Cuarto día
Ott Tänak tuvo problemas con el motor, que retrasarían su llegada a la SS15, con la consecuente penalización de 50 segundo, lo que lo retrasaba a la tercera posición, por detrás de Jari-Matti Latvala.
El penúltimo tramo se canceló por motivos de seguridad.

«Cancelado - Los organizadores cancelan la etapa por razones de seguridad. Demasiados espectadores en zonas inadecuadas.»
WRC

## Incidencias en WRC2

### Primer y segundo día
Andreas Mikkelsen tras la finalización de los primeros ocho tramos, era líder. 
Jan Kopecký, segundo con su Skoda a 2:47.4, tuvo un pinchazo, al igual que Bryan Bouffier y Eric Camilli, que se situaban tercero y cuartos en la general.

## Lista de inscritos
| Pilotos principales | Pilotos principales | Pilotos principales | Pilotos principales   | Pilotos principales                 | Pilotos principales |
| Num.                | Piloto              | Copiloto            | Coche                 | Equipo                              | Neumático           |
| ------------------- | ------------------- | ------------------- | --------------------- | ----------------------------------- | ------------------- |
| 1                   | Sébastien Ogier     | Julien Ingrassia    | Ford Fiesta WRC       | M-Sport World Rally Team            | M                   |
| 2                   | Ott Tänak           | Martin Järveoja     | Ford Fiesta WRC       | M-Sport World Rally Team            | M                   |
| 3                   | Elfyn Evans         | Daniel Barritt      | Ford Fiesta WRC       | M-Sport World Rally Team            | DM                  |
| 4                   | Hayden Paddon       | John Kennard        | Hyundai i20 Coupe WRC | Hyundai Motorsport                  | M                   |
| 5                   | Thierry Neuville    | Nicolas Gilsoul     | Hyundai i20 Coupe WRC | Hyundai Motorsport                  | M                   |
| 6                   | Dani Sordo          | Marc Martí          | Hyundai i20 Coupe WRC | Hyundai Motorsport                  | M                   |
| 7                   | Kris Meeke          | Paul Nagle          | Citroën C3 WRC        | Citroën Total Abu Dhabi WRT         | M                   |
| 8                   | Stéphane Lefebvre   | Gabin Moreau        | Citroën C3 WRC        | Citroën Total Abu Dhabi WRT         | M                   |
| 10                  | Jari-Matti Latvala  | Miikka Anttila      | Toyota Yaris WRC      | Toyota GAZOO Racing WRC             | M                   |
| 11                  | Juho Hänninen       | Kaj Lindström       | Toyota Yaris WRC      | Toyota GAZOO Racing WRC             | M                   |
| 14                  | Craig Breen         | Scott Martin        | Citroën DS3 WRC       | Citroën Total Abu Dhabi WRT         | M                   |
| 20                  | Jourdan Serderidis  | Frédéric Miclotte   | Citroën DS3 WRC       | J-Motorsport                        | M                   |
| 31                  | Andreas Mikkelsen   | Anders Jæger        | Škoda Fabia R5        | Škoda Motorsport                    | M                   |
| 32                  | Jan Kopecký         | Pavel Dresler       | Škoda Fabia R5        | Škoda Motorsport                    | M                   |
| 33                  | Max Rendina         | Emanuele Inglesi    | Škoda Fabia R5        | Motorsport Italia SRL               | DM                  |
| 34                  | Armin Kremer        | Pirmin Winklhofer   | Škoda Fabia R5        | BRR Baumschlager Rally & Rally Team | DM                  |
| 35                  | Quentin Gilbert     | Renaud Jamoul       | Ford Fiesta R5        | Quentin Gilbert                     | M                   |
| 36                  | Yoann Bonato        | Benjamin Boulloud   | Citroën DS3 R5        | Yoann Bonato                        | M                   |
| 38                  | Emil Bergkvist      | Joakim Sjöberg      | Citroën DS3 R5        | Emil Bergkvist                      | M                   |
| 39                  | Eric Camilli        | Benjamin Veillas    | Ford Fiesta R5        | M-Sport World Rally Team            | M                   |
| 40                  | Bryan Bouffier      | Denis Giraudet      | Ford Fiesta R5        | Gemini Clinic Rally Team            | M                   |
| 41                  | Giandomenico Basso  | Simone Scattolin    | Ford Fiesta R5        | BRC                                 | M                   |
| 42                  | Andrea Crugnola     | Michele Ferrara     | Ford Fiesta R5        | Andrea Crugnola                     | DM                  |
| 43                  | Quentin Giordano    | Thomas Roux         | Peugeot 208 T16       | Quentin Giordano                    | M                   |
| 61                  | Cédric Althaus      | Jessica Bayard      | Renault Clio RS R3T   | Renault Sport Racing Team           | M                   |
| 63                  | Charles Martin      | Mathieu Duval       | Renault Clio RS R3T   | Renault Sport Racing Team           | M                   |
| 65                  | Surhayen Pernia     | Rogelio Penate      | Renault Clio RS R3T   | Renault Sport Racing Team II        | M                   |
| 67                  | Luca Panzani        | Federico Grilli     | Renault Clio RS R3T   | Renault Sport Racing Team II        | M                   |
| 69                  | Enrico Brazzoli     | Maurizio Barone     | Peugeot 208 R2        | Vieffecorse                         | DM                  |
| 71                  | Raphael Astier      | Frédéric Vauclare   | Peugeot 208 R2        | CHL Sport Auto                      | M                   |
| Fuente:             |                     |                     |                       |                                     |                     |

## Itinerario
| Día            | Tramo | Nombre                                  | Distancia | Ganador de la etapa | Coche                 | Tiempo          | Líder de la general |
| -------------- | ----- | --------------------------------------- | --------- | ------------------- | --------------------- | --------------- | ------------------- |
| Día 1 (19 ene) | SS1   | Entrevaux -Val de Chalvagne - Ubraye    | 21.25 km  | Tramo cancelado     | Tramo cancelado       | Tramo cancelado | Tramo cancelado     |
| Día 1 (19 ene) | SS2   | Bayons - Breziers 1                     | 25.49 km  | Thierry Neuville    | Hyundai i20 Coupe WRC | 15:01.1         | Thierry Neuville    |
| Día 2 (20 ene) | SS3   | Agnieres en Devoluy - Le Motty 1        | 24.63 km  | Ott Tänak           | Ford Fiesta WRC       | 19:17.8         | Thierry Neuville    |
| Día 2 (20 ene) | SS4   | Aspres les Corps - Chaillol 1           | 38.94 km  | Thierry Neuville    | Hyundai i20 Coupe WRC | 25:41.9         | Thierry Neuville    |
| Día 2 (20 ene) | SS5   | St Leger les Melezes - La Batie Neuve 1 | 16.83 km  | Thierry Neuville    | Hyundai i20 Coupe WRC | 11:22.2         | Thierry Neuville    |
| Día 2 (20 ene) | SS6   | Agnieres en Devoluy - Le Motty 2        | 24.63 km  | Thierry Neuville    | Hyundai i20 Coupe WRC | 18:09.6         | Thierry Neuville    |
| Día 2 (20 ene) | SS7   | Aspres les Corps - Chaillol 2           | 38.94 km  | Sébastien Ogier     | Ford Fiesta WRC       | 24:17.8         | Thierry Neuville    |
| Día 2 (20 ene) | SS8   | St Leger les Melezes - La Batie Neuve 2 | 16.83 km  | Sébastien Ogier     | Ford Fiesta WRC       | 11:05.4         | Thierry Neuville    |
| Día 3 (21 ene) | SS9   | Lardier et Valenca - Oze 1              | 31.17 km  | Thierry Neuville    | Hyundai i20 Coupe WRC | 24:02.9         | Thierry Neuville    |
| Día 3 (21 ene) | SS10  | La Batie Montsaleon - Faye 1            | 16.78 km  | Elfyn Evans         | Ford Fiesta WRC       | 9:15.2          | Thierry Neuville    |
| Día 3 (21 ene) | SS11  | Lardier et Valenca - Oze 2              | 31.17 km  | Sébastien Ogier     | Ford Fiesta WRC       | 22:53.0         | Thierry Neuville    |
| Día 3 (21 ene) | SS12  | La Batie Montsaleon - Faye 2            | 16.78 km  | Elfyn Evans         | Ford Fiesta WRC       | 8:56.7          | Thierry Neuville    |
| Día 3 (21 ene) | SS13  | Bayons - Breziers 2                     | 25.49 km  | Elfyn Evans         | Ford Fiesta WRC       | 14:27.5         | Sébastien Ogier     |
| Día 4 (22 ene) | SS14  | Luceram - Col St Roch 1                 | 5.50 km   | Dani Sordo          | Hyundai i20 Coupe WRC | 3:35.7          | Sébastien Ogier     |
| Día 4 (22 ene) | SS15  | La Bollene Vesubie - Peira Cava 1       | 21.36 km  | Stéphane Lefebvre   | Citroën C3 WRC        | 13:51.1         | Sébastien Ogier     |
| Día 4 (22 ene) | SS16  | Luceram - Col St Roch 2                 | 5.50 km   | Tramo cancelado     | Tramo cancelado       | Tramo cancelado | Sébastien Ogier     |
| Día 4 (22 ene) | SS17  | La Bollene Vesubie - Peira Cava 2 [PS]  | 21.36 km  | Thierry Neuville    | Hyundai i20 Coupe WRC | 14:14.4         | Sébastien Ogier     |

### Power stage
El power stage fue la última etapa del rally y tuvo un recorrido total de 21.36 km.
| Pos. | Piloto            | Copiloto        | Coche                 | Equipo                      | Tiempo  | Puntos |
| ---- | ----------------- | --------------- | --------------------- | --------------------------- | ------- | ------ |
| 1    | Thierry Neuville  | Nicolas Gilsoul | Hyundai i20 Coupe WRC | Hyundai Motorsport          | 14:14.4 | 5      |
| 2    | Stéphane Lefebvre | Gabin Moreau    | Citroën C3 WRC        | Citroën Total Abu Dhabi WRT | +30.1   | 4      |
| 3    | Juho Hänninen     | Kaj Lindström   | Toyota Yaris WRC      | Toyota GAZOO Racing WRC     | +55.0   | 3      |
| 4    | Elfyn Evans       | Daniel Barritt  | Ford Fiesta WRC       | M-Sport World Rally Team    | +1:13.7 | 2      |
| 5    | Dani Sordo        | Marc Martí      | Hyundai i20 Coupe WRC | Hyundai Motorsport          | +1:42.8 | 1      |

## Clasificación final
| World Rally Championship   | World Rally Championship | World Rally Championship | World Rally Championship | World Rally Championship     | World Rally Championship | World Rally Championship |
| Pos.                       | Piloto                   | Copiloto                 | Coche                    | Equipo                       | Neumático                | Tiempo                   |
| -------------------------- | ------------------------ | ------------------------ | ------------------------ | ---------------------------- | ------------------------ | ------------------------ |
| 1                          | Sébastien Ogier          | Julien Ingrassia         | Ford Fiesta WRC          | M-Sport World Rally Team     | M                        | 4:00:03.6                |
| 2                          | Jari-Matti Latvala       | Miikka Anttila           | Toyota Yaris WRC         | Toyota GAZOO Racing WRC      | M                        | +2:15.0                  |
| 3                          | Ott Tänak                | Martin Järveoja          | Ford Fiesta WRC          | M-Sport World Rally Team     | M                        | +2:57.8                  |
| 4                          | Dani Sordo               | Marc Martí               | Hyundai i20 Coupe WRC    | Hyundai Motorsport           | M                        | +3:35.8                  |
| 5                          | Craig Breen              | Scott Martin             | Citroën DS3 WRC          | Citroën Total Abu Dhabi WRT  | M                        | +3:47.8                  |
| 6                          | Elfyn Evans              | Daniel Barritt           | Ford Fiesta WRC          | M-Sport World Rally Team     | M                        | +6:45.0                  |
| 7                          | Andreas Mikkelsen        | Anders Jæger             | Škoda Fabia R5           | Škoda Motorsport             | M                        | +9:32.7                  |
| 8                          | Jan Kopecký              | Pavel Dresler            | Škoda Fabia R5           | Škoda Motorsport             | DM                       | +12:58.1                 |
| 9                          | Stéphane Lefebvre        | Gabin Moreau             | Citroën C3 WRC           | Citroën Total Abu Dhabi WRT  | M                        | +14:43.8                 |
| 10                         | Bryan Bouffier           | Denis Giraudet           | Ford Fiesta R5           | Gemini Clinic Rally Team     | M                        | +16:09.4                 |
| World Rally Championship 2 |                          |                          |                          |                              |                          |                          |
| 1 (7.)                     | Andreas Mikkelsen        | Anders Jæger             | Škoda Fabia R5           | Škoda Motorsport             | M                        | 4:09:36.3                |
| 2 (8.)                     | Jan Kopecký              | Pavel Dresler            | Škoda Fabia R5           | Škoda Motorsport             | DM                       | +3:25.4                  |
| 3 (10.)                    | Bryan Bouffier           | Denis Giraudet           | Ford Fiesta R5           | Gemini Clinic Rally Team     | M                        | +6:36.7                  |
| 4 (12.)                    | Eric Camilli             | Benjamin Veillas         | Ford Fiesta R5           | M-Sport World Rally Team     | M                        | +9:55.8                  |
| 5 (13.)                    | Quentin Gilbert          | Renaud Jamoul            | Ford Fiesta R5           | Quentin Gilbert              | M                        | +11:36.8                 |
| 6 (17.)                    | Emil Bergkvist           | Joakim Sjöberg           | Citroën DS3 R5           | Emil Bergkvist               | M                        | +27:11.8                 |
| 7 (18.)                    | Andrea Crugnola          | Michele Ferrara          | Ford Fiesta R5           | Andrea Crugnola              | DM                       | +30:10.8                 |
| World Rally Championship 3 |                          |                          |                          |                              |                          |                          |
| 1 (19.)                    | Raphael Astier           | Frédéric Vauclare        | Peugeot 208 R2           | CHL Sport Auto               | M                        | 4:39:55.8                |
| 2 (21.)                    | Luca Panzani             | Federico Grilli          | Renault Clio RS R3T      | Renault Sport Racing Team II | M                        | +9:22.5                  |
| 3 (23.)                    | Charles Martin           | Mathieu Duval            | Renault Clio RS R3T      | Renault Sport Racing Team    | M                        | +10:00.0                 |
| 4 (25.)                    | Surhayen Pernia          | Rogelio Penate           | Renault Clio RS R3T      | Renault Sport Racing Team II | M                        | +11:49.6                 |